# Hesheng (köping i Kina, Sichuan)
Hesheng (kinesiska: 和盛镇, 和盛) är en köping i Kina. Den ligger i provinsen Sichuan, i den sydvästra delen av landet, omkring 30 kilometer väster om provinshuvudstaden Chengdu. Antalet invånare är 34 419. Befolkningen består av 17 314 kvinnor och 17 105 män. Barn under 15 år utgör 10,0 %, vuxna 15-64 år 78 %, och äldre över 65 år 10,0 %.
Genomsnittlig årsnederbörd är 1 318 millimeter. Den regnigaste månaden är juli, med i genomsnitt 377 mm nederbörd, och den torraste är december, med 11 mm nederbörd.